# Adács (przystanek kolejowy)
Adács (węg: Adács megállóhely) – przystanek kolejowy w Adács przy Kossuth Lajos utca, na Węgrzech.

## Linie kolejowe
- Linia kolejowa 80 Budapest – Hatvan - Miskolc - Sátoraljaújhely

| Adács                                                                       |  |                               |
| Linia kolejowa 80 Budapest – Hatvan - Miskolc - Sátoraljaújhely (91,000 km) |  |                               |
| Vámosgyörkodległość: 4,000 km                                               |  | Karácsond odległość: 6,000 km |